# Comté de Ballard
Le comté de Ballard est un comté situé dans l'État du Kentucky aux États-Unis. Son siège est Wickliffe. Selon le recensement de 2010, sa population était de 8 249 habitants.